# Réalité scénarisée
La réalité scénarisée, appelée aussi réalité scriptée (en anglais scripted reality), série télévisée réaliste ou encore série-réalité, est un format d'émissions de télévision se situant entre la téléréalité et la fiction. Il s'agit de la reconstitution pseudo-documentaire, interprétée par des comédiens, d'un fait divers ou d'une histoire réelle adapté aux exigences de la fiction et ayant pour thème une arnaque, un mensonge, une trahison, un abus de confiance, etc. Plutôt que du texte écrit à l'avance, il y a des trames à respecter.

## Histoire
Venu d'Allemagne, ce format de télévision est popularisé aux États-Unis avec The Hills et Jersey Shore. Il apparaît en France en juillet 2011 sur France 2 avec Le Jour où tout a basculé. Hollywood Girls, diffusé sur NRJ12, recycle pour sa part d'anciens candidats de télé-réalité. Son faible coût (moins élevé que celui d'une série télévisée, tout en empruntant les codes de celle-ci) rend le format compétitif dans un contexte de restriction budgétaire, et fait dire à François Jost, universitaire spécialiste de la télévision, que « le ressort est strictement économique. C'est une façon de maximiser l'audience avec un produit pas cher », tout en précisant que le format n'est pas en soi une nouveauté : « Il y a toujours eu du scripte dans la télé-réalité, une mise en récit des événements du jour. La seule différence, c'est que la scripted reality le met en évidence ».
En novembre 2012, le CSA français doit définir dans quelle catégorie juridique classer le genre, car il se demande si les réalités scénarisées peuvent être assimilées à des fictions,. Il l'a finalement classé comme « divertissement », empêchant les chaînes d'utiliser ce format pour remplir leur quota obligatoire de fictions originales.

## Liste des réalités scénarisées en France
- Au nom de la vérité (TF1)
- Dans la tête du tueur (Discovery Channel)
- Dernier Recours (France 2)[7]
- Face au doute[8] (M6)
- Comprendre et pardonner (M6)
- Hollywood Girls (NRJ 12)
- Le Jour où tout a basculé (France 2)
- Le Jour où tout a basculé... à l'audience (France 2)
- Mon histoire vraie (TF1)
- Par Amour[9] (France 2)
- Petits secrets entre voisins (TF1)
- Si près de chez vous (France 3)
- Soupçons...[10] (Chérie 25)
- Yolo, on ne vit qu'une fois[11] (W9)
- Une histoire une urgence (TF1)
- Petits secrets en famille (TF1)
- Petits secrets entre amoureux (TF1 Séries Films)